# Mélodie de la Forêt-Noire
Pour plus de détails, voir Fiche technique et Distribution.
Mélodie de la Forêt-Noire (Schwarzwaldmelodie) est un film allemand réalisé par Géza von Bolváry sorti en 1956.

## Synopsis
Susanne aime le pauvre compositeur Hans, mais elle fait un choix de raison, elle se fiance au riche Herbert Olberg : son père, fabricant de boîtes à musique, est endetté. Puis à cause de la négligence d'un domestique, un incendie détruit la grange et tout l'entrepôt de l'atelier de l'artisan. Le soupçon de l'incendie criminel retombe sur Hans.
Il dédie la chanson Schwarzwaldmelodie à Susanne et, par amour déçu, se rend à New York avec le cirque Roland. Il n'a pas connaissance du mandat d'arrêt contre lui. Hans est rejoint par les trois vagabonds Lerche, Aribert et Luggi. Ils ont entendu Hans chanter la mélodie dans une église de la Forêt-Noire, ont immédiatement ajouté la chanson à leur répertoire et, par hasard, ont rencontré un producteur de disques qui les avait entendus jouer la chanson devant sa fenêtre. Il pensait que la mélodie était une vieille chanson folklorique et enregistra spontanément un disque avec les trois musiciens.
Le cirque donne sa première représentation à New York, mais le chapiteau est détruit par un ouragan qui frappe la ville peu de temps après. Les animaux sont menacés de vente. Lerche, Aribert et Luggi participent involontairement à une course automobile, gagnent et reçoivent un prix de 1 000 dollars, qui peut être utilisé pour acheter de la nourriture. Une grande campagne de relations publiques dans les journaux américains sauve le cirque de la ruine.
Hans et l'Américaine Harriet Morton forment un couple ; son père vend notamment des boîtes à musique de la Forêt-Noire. Comme les trois chanteurs, Hans a rapidement le mal du pays et se rend donc dans un restaurant bavarois à New York, où tout à coup sa mélodie de la Forêt-Noire est jouée à partir d'un disque. Hans découvre alors que la chanson est devenue un succès à son insu à partir de l'enregistrement des trois vagabonds. Hans revendique ses droits d'auteur et obtient de l'argent.
Lorsqu'il découvre dans une lettre que sa mère ne va pas bien, il retourne immédiatement en Forêt-Noire. Il apprend qu'il ne s'agit pas d'elle, mais de l'atelier, qui ne se remet que lentement après l'incendie. Hans a amené Harriet et son père avec lui, qui aussitôt commande 60 000 boîtes à musique au père de Susanne. Hans est arrêté sur la base de l'ancien mandat d'arrêt, mais est bientôt libéré lorsque le véritable coupable se présente à la police. Comme Susanne veut épouser Herbert Olberg dans 14 jours, Hans rencontre Susanne une dernière fois pour lui dire au revoir. Herbert observe les deux qui ont du mal à se séparer et se rend compte qu'il ne sera jamais l'homme qu'il faut pour Susanne. Il rompt les fiançailles et donne son consentement à une relation entre Susanne et Hans, qui sont maintenant en couple.

## Fiche technique
- Titre français : Mélodie de la Forêt-Noire[1]
- Titre original : Schwarzwaldmelodie
- Réalisation : Géza von Bolváry assisté de Fred Westhoff
- Scénario : Werner P. Zibaso
- Musique : Gerhard Winkler
- Direction artistique : Hans Kuhnert, Paul Markwitz, Peter Schlewski
- Photographie : Kurt Schulz
- Son : Fritz Schwarz
- Montage : Ingrid Wacker
- Production : Kurt Ulrich
- Sociétés de production : Berolina
- Sociétés de distribution : Universum Film (UFA)
- Pays d'origine :  Allemagne de l'Ouest
- Langue : allemand
- Format : Couleur - 1,37:1 - Mono - 35 mm
- Genre : Comédie romantique
- Durée : 100 minutes
- Dates de sortie :
  - Allemagne de l'Ouest : 9 août 1956.
  - France : 20 décembre 1956[1].

## Distribution
- Claus Biederstaedt : Hans Homann
- Gardy Granass (de) : Susanne
- Willy Fritsch : Herbert Olberg
- Erica Beer : Harriet Morton
- Hans Leibelt : Mr. Morton
- Ralph Lothar (de) : Albert
- Kurt Reimann : Lerche
- Walter Giller : Luggi
- Siegfried Breuer jr. : Fredy
- Carla Hagen (de) : Kuni
- Hans Richter : Aribert
- Marina Ried (de) : Uschi
- Carl Wery : Stettner
- Fritz Wagner (de) : Le maître d'écurie
- Kurt Zehe : Balthasar

## Source de la traduction
- (de) Cet article est partiellement ou en totalité issu de l’article de Wikipédia en allemand intitulé « Schwarzwaldmelodie » (voir la liste des auteurs).